# پارک تاریخی دنگبرگ هوم رنچ

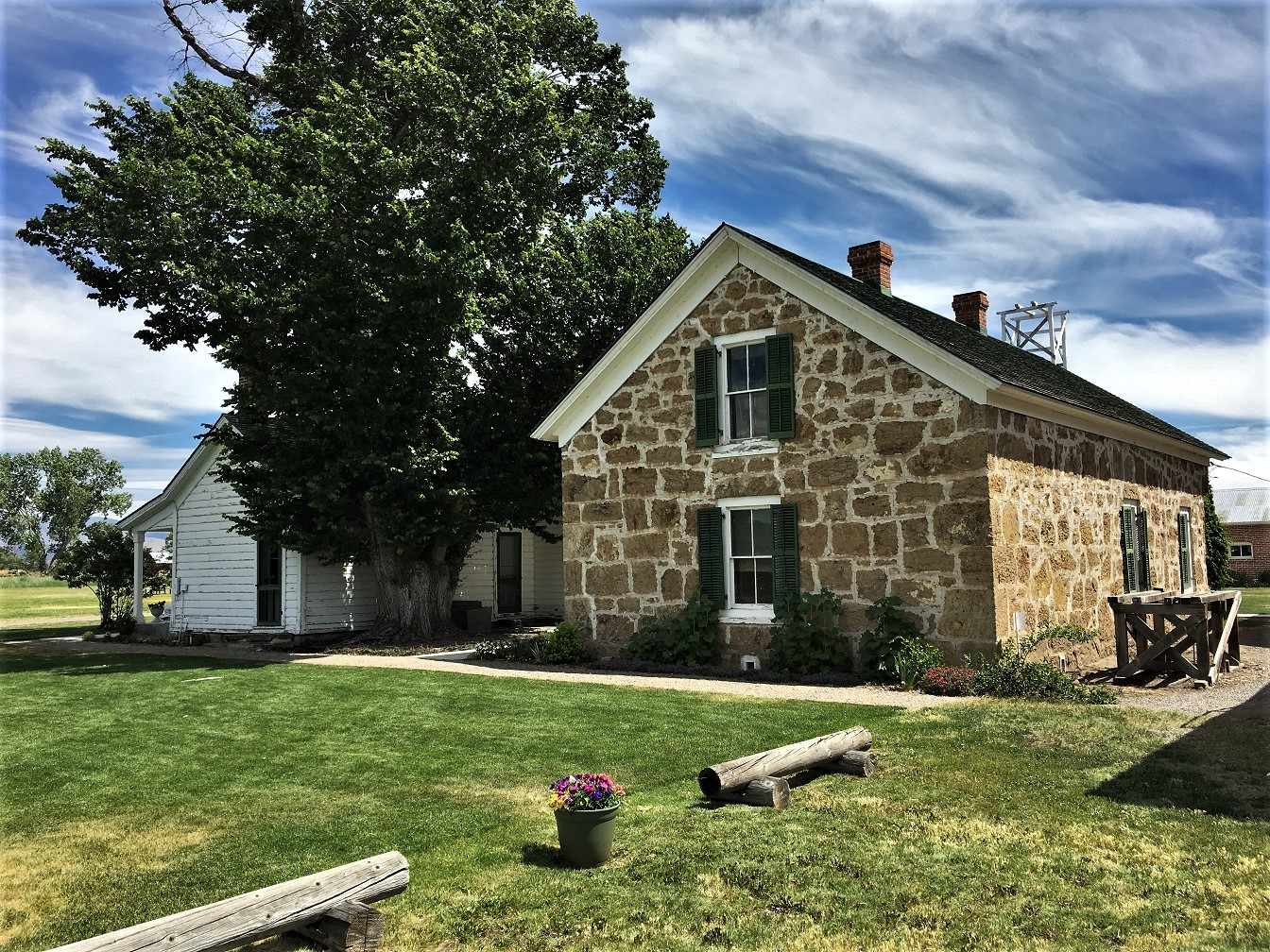
پارک تاریخی دنگبرگ هوم رنچ

پارک تاریخی دنگبرگ هوم رنچ (به انگلیسی: Dangberg Home Ranch Historic Park) یک منطقهٔ مسکونی در ایالات متحده آمریکا است که در شهرستان داگلاس، نوادا واقع شده‌است.